# Буря

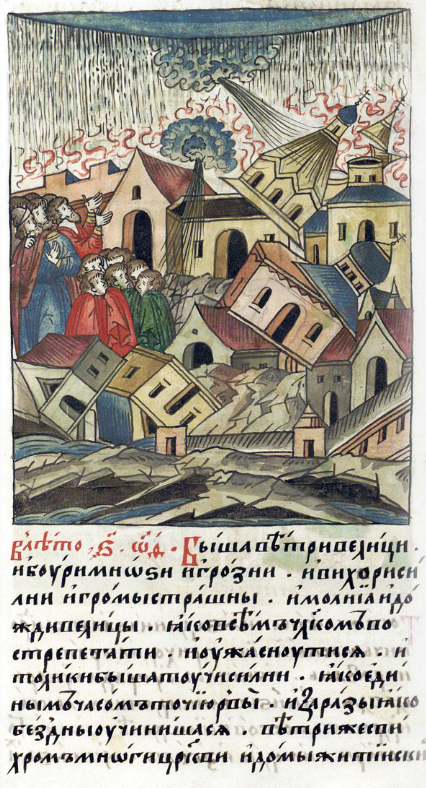
Лицевой летописный свод. «В 6809 году. Были ветры великие и бури многие и грозные, и вихри сильные, и громы страшные, и молнии, и дожди великие, так что (пришлось) всем людям вострепетать и ужаснуться; и настолько были тучи сильные, что за один только час рвы и овраги словно бездны учинились; ветры же с вихрем многие церкви и дома жителей из основания вырывали, а у некоторых верхи срывали и до половины храмы великие разрушали, и таких не возможно сосчитать.»

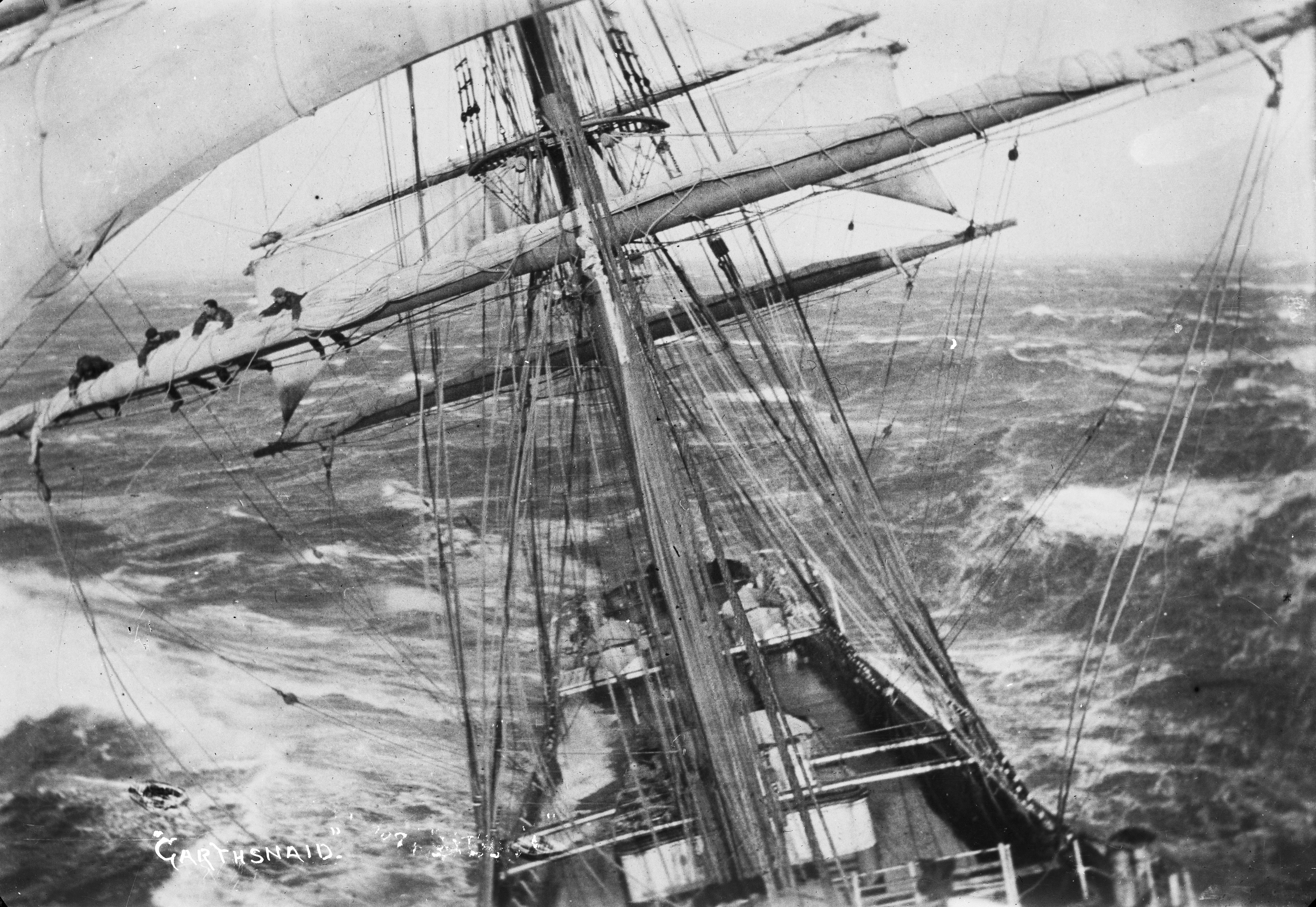
Работа на мачтах парусного судна в шторм.

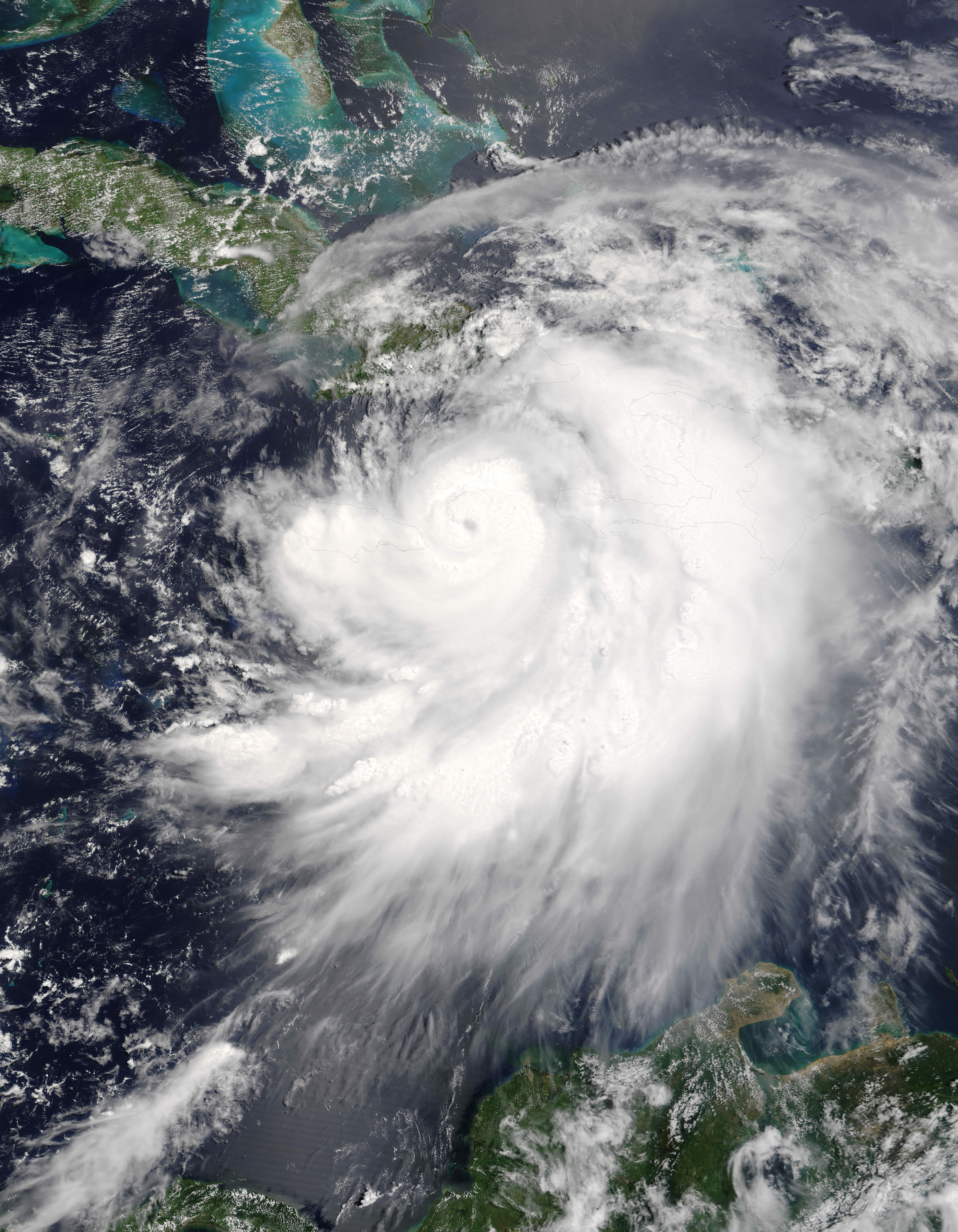
Спутниковый снимок урагана Дэннис, 7 июля 2005 года

Бу́ря — собирательное понятие, обозначающее очень сильный ветер (а также сильное волнение на море), возникающий по различным причинам и в разных областях Земли.

## История
В Словаре В. И. Даля указано что бу́ря ж. на материке, сильный ветер с грозой и дождём; на море, иногда только один жестокий и продолжительный ветер, при сильном волнении. В другом источнике указано что буря, ветер такой силы, что он опасен для судоходства, ломает деревья и вообще обнаруживает разрушительное механическое действие; такую силу ветер получает при скорости свыше 24 метров в секунду или 85 километров в час.
Сильная буря — шторм. Скорость приземного ветра (на стандартной высоте измерений 6—12 метров над земной поверхностью) при буре составляет, по разным источникам, 15—20 м/с и более (21-25 м/с или 75-88 км/ч).
Бури бывают:
- снежные;
- песчаные;
- водные.

Скорость ветра при буре гораздо меньше, чем при урагане, однако буря чаще всего сопровождается переносом песка, пыли или снега, что приводит к ущербу сельскому хозяйству, путям сообщения и другим отраслям экономики. В частности, при буре возможны падения рекламных щитов, дорожных знаков и светофоров, а также деревьев.

## Причины
Буря может наблюдаться:
- при прохождении тропического или внетропического циклона;
- при прохождении смерча (тромба, торнадо);
- при шквале — кратковременном усилении ветра, связанном с местной или фронтальной грозой.

## Бури и ураганы по шкале Бофорта
Бури и ураганы по шкале Бофорта:
- Буря 
 скорость ветра более 20 м/с[4] (9 баллов).
- Сильная буря 
 скорость ветра 24,5—28,4 м/с (10 баллов).
- Жестокая буря 
 скорость ветра 28,5—32,6 м/с (11 баллов).
- Ураган 
 скорость ветра более 32,6 м/с (12 баллов).

## Ураганы — тропические циклоны
Бури в тропических странах отличаются особой силой, где они вызываются циклонами (ураганами) небольших размеров, но с огромным барометрическим градиентом (до 60 мм. 111 км) и скоростью ветра до 60 метров в секунду. Термин «ураган» имеет также более узкое значение — тропический циклон.
По месту образования тропические циклоны делят на:
- Субтропический циклон.
- Тропический циклон:
  - Ураган (Атлантический океан).
  - Тайфун (Тихий океан).

Если скорость ветра в тропическом циклоне превышает 60 км/ч, ему присваивается собственное имя.

## В живописи

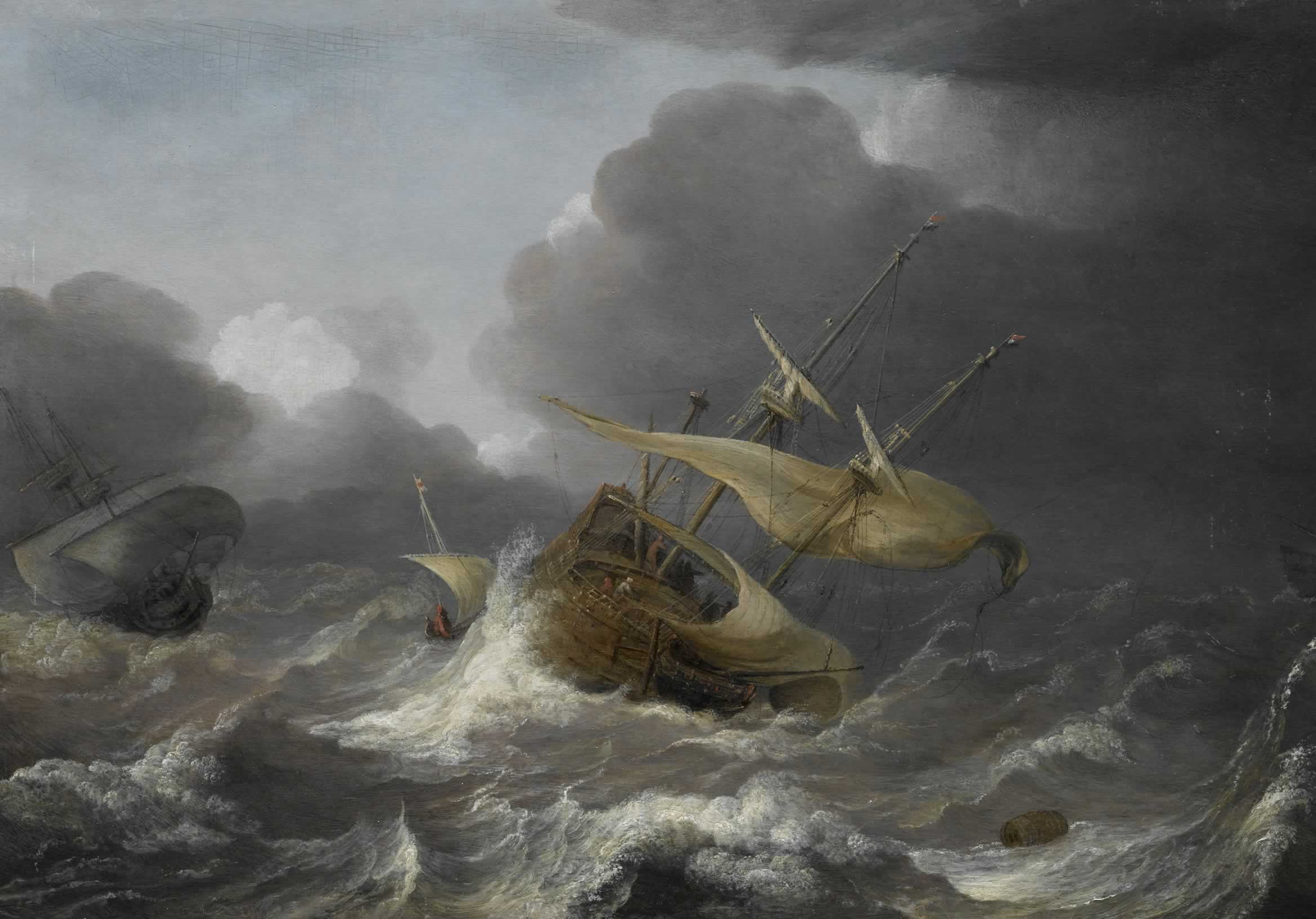
Голландские корабли во время шторма Ян Порселлис, около 1620 года.
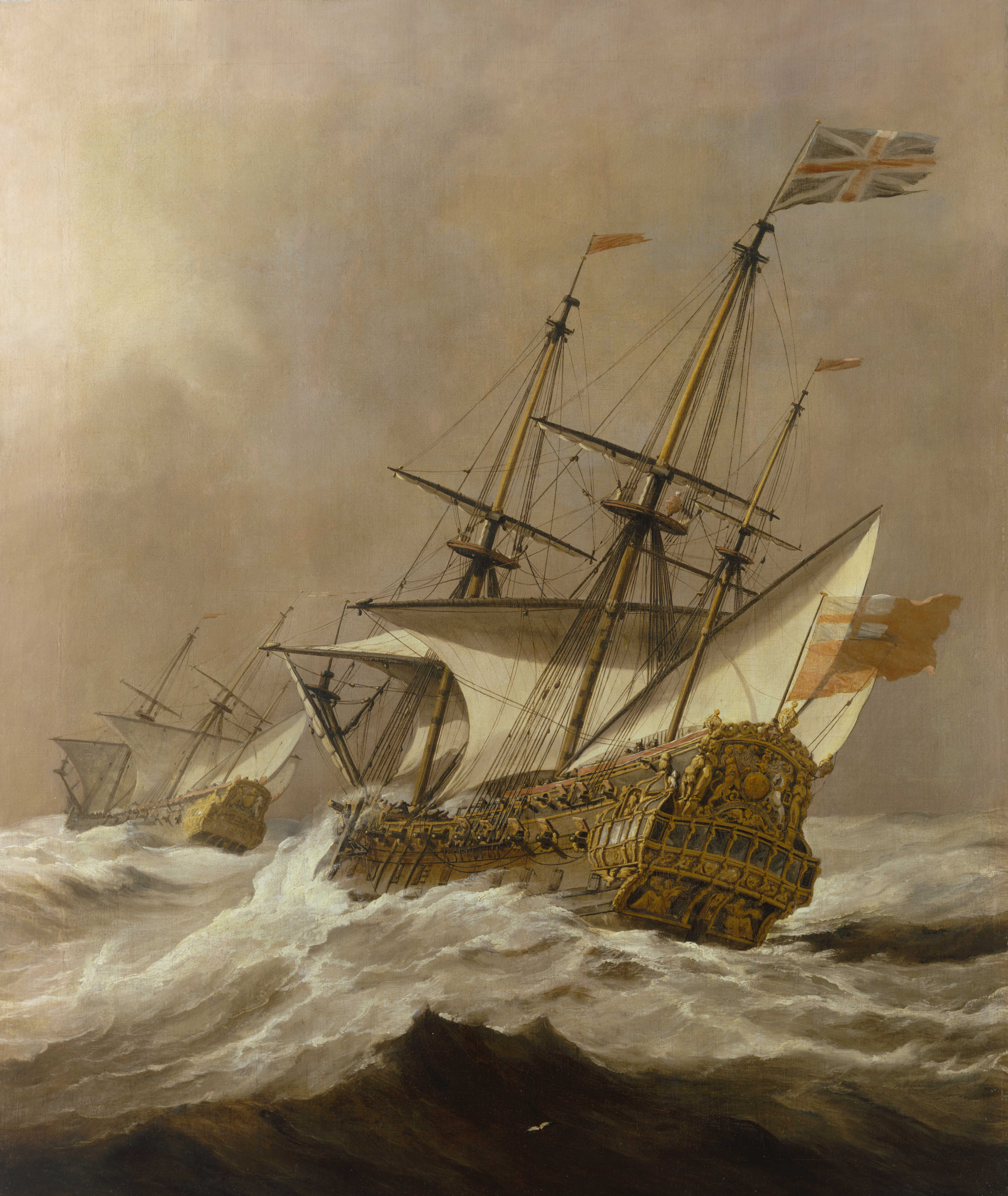
Шторм Виллем ван де Вельде Младший, около 1678 года.
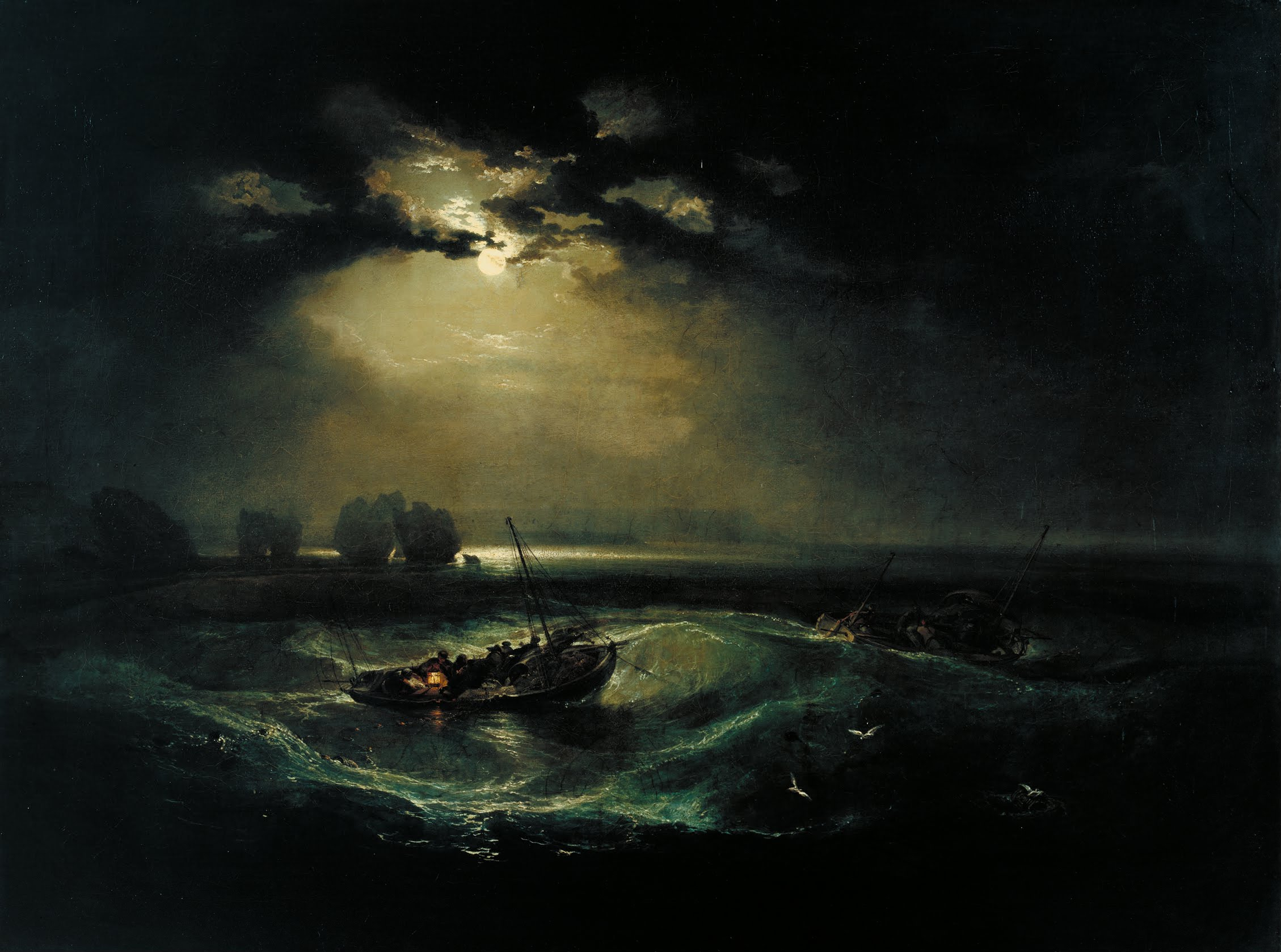
Рыбаки в море Уильям Тёрнер, 1796
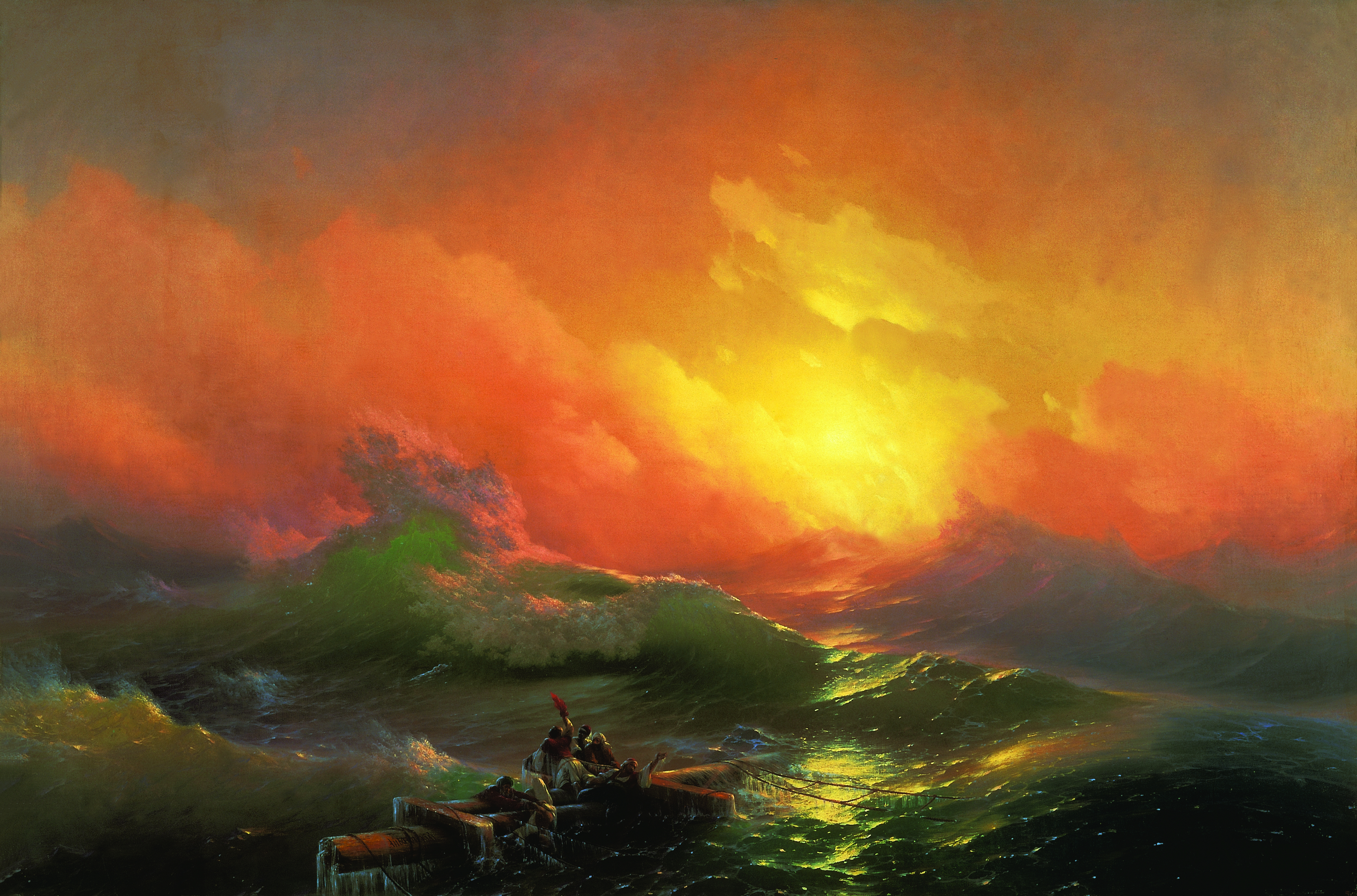
Девятый вал Иван Айвазовский, 1850 год.
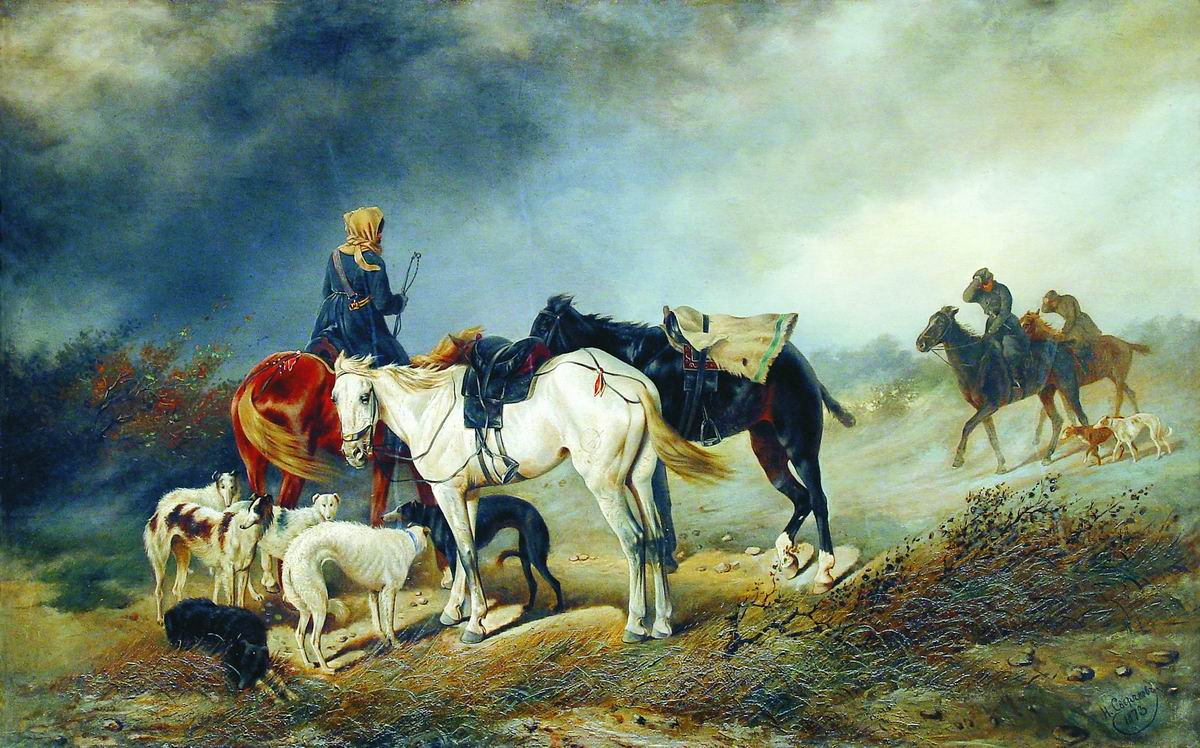
Охотники в степи Николай Сверчков, 1873 год.
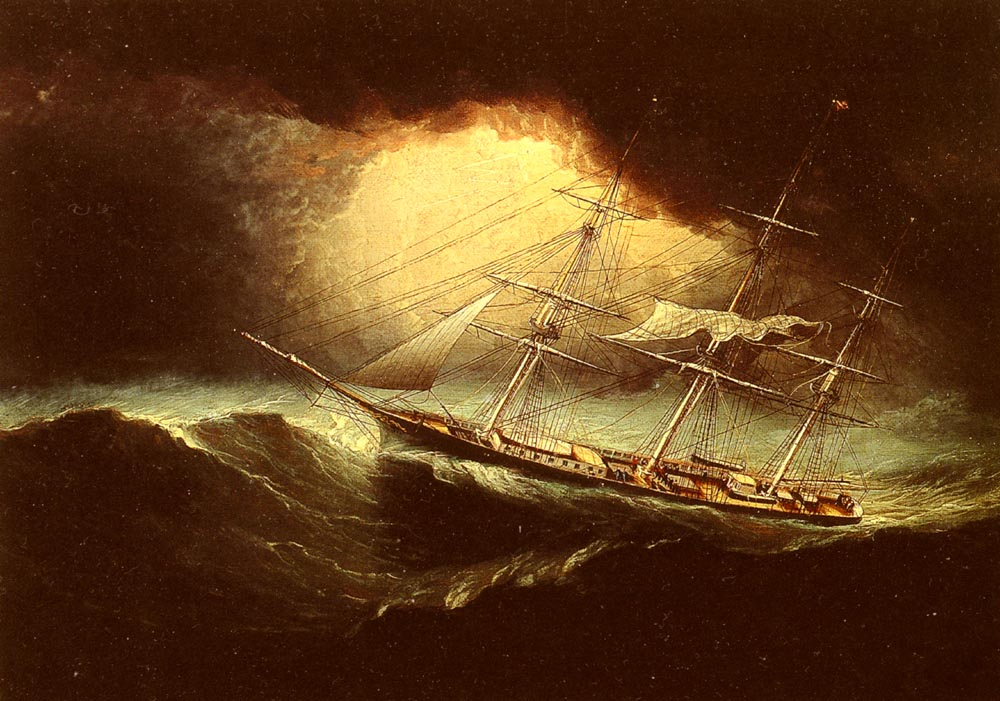
Парусник во время шторма Джеймс Баттерсворт, XIX век.